# Jonatan Erlich
Jonatan Dario Erlich (hebr.) יוני ארליך (ur. 5 kwietnia 1977 w Buenos Aires) – izraelski tenisista, zwycięzca Australian Open 2008 w grze podwójnej, reprezentant w Pucharze Davisa, olimpijczyk.

## Kariera tenisowa
Karierę zawodową rozpoczął w roku 1996, skupiając swoje umiejętności głównie na grze podwójnej.
W singlu najwyżej sklasyfikowany został w październiku 1999 roku na 292. miejscu.
Pierwszy turniej deblowy rangi ATP World Tour Erlich wygrał w roku 2000 w Newport, będąc w parze z Harelem Lewi. Łącznie Erlich triumfował w 22 turniejach ATP Tour, w tym w styczniu 2008 w Australian Open w parze z Andym Ramem, po finałowym zwycięstwie nad Arnaudem Clémentem i Michaëlem Llodrą. Ponadto Erlich przegrał 23 finały turniejów ATP Tour.
Para Erlich–Ram była także w ćwierćfinale igrzysk olimpijskich w Atenach w 2004 roku, gdzie przegrali z niemieckim deblem (późniejszymi wicemistrzami) – Nicolas Kiefer–Rainer Schüttler. Ten sam wynik Izraelczycy powtórzyli w 2012 w Londynie. W 2008, podczas igrzysk olimpijskich w Pekinie odpadli w 1. rundzie.
W reprezentacji narodowej w Pucharze Davisa Erlich debiutował w 2000 roku, występując głównie jako deblista (zagrał 1 wygrany mecz singlowy). Do marca 2021 jego bilans w rozgrywkach pucharowych to 26 zwycięstw i 12 porażek. W roku 2007 awansował z zespołem do najwyższej klasy rozgrywek, grupy światowej, eliminując w barażach Chile – w meczu decydującym o awansie Izraela Erlich i Ram pokonali chilijskich mistrzów olimpijskich, Nicolása Massú i Fernando Gonzáleza.

### Finały w turniejach ATP Tour
| Legenda                                      |
| -------------------------------------------- |
| Wielki Szlem                                 |
| Igrzyska olimpijskie                         |
| Tennis Masters Cup / ATP Finals              |
| ATP Masters Series / ATP Tour Masters 1000   |
| ATP International Series Gold / ATP Tour 500 |
| ATP International Series / ATP Tour 250      |

#### Gra podwójna (22–23)
| Końcowy wynik | Nr  | Data                 | Turniej                    | Nawierzchnia    | Partner              | Przeciwnicy                               | Wynik finału      |
| ------------- | --- | -------------------- | -------------------------- | --------------- | -------------------- | ----------------------------------------- | ----------------- |
| Zwycięzca     | 1.  | 16 lipca 2000        | Newport                    | Trawiasta       | Harel Lewi           | Kyle Spencer Mitch Sprengelmeyer          | 7:6(2), 7:5       |
| Zwycięzca     | 2.  | 28 września 2003     | Bangkok                    | Twarda (hala)   | Andy Ram             | Andrew Kratzmann Jarkko Nieminen          | 6:3, 7:6(4)       |
| Zwycięzca     | 3.  | 12 października 2003 | Lyon                       | Dywanowa (hala) | Andy Ram             | Julien Benneteau Nicolas Mahut            | 6:1, 6:3          |
| Finalista     | 1.  | 11 stycznia 2004     | Ćennaj                     | Twarda          | Andy Ram             | Rafael Nadal Tommy Robredo                | 6:7(3), 6:4, 3:6  |
| Finalista     | 2.  | 22 lutego 2004       | Rotterdam                  | Twarda (hala)   | Andy Ram             | Paul Hanley Radek Štěpánek                | 7:5, 6:7(5), 5:7  |
| Zwycięzca     | 4.  | 10 października 2004 | Lyon                       | Dywanowa (hala) | Andy Ram             | Jonas Björkman Radek Štěpánek             | 7:6(2), 6:2       |
| Zwycięzca     | 5.  | 20 lutego 2005       | Rotterdam                  | Twarda (hala)   | Andy Ram             | Cyril Suk Pavel Vízner                    | 6:4, 4:6, 6:3     |
| Zwycięzca     | 6.  | 19 czerwca 2005      | Nottingham                 | Trawiasta       | Andy Ram             | Simon Aspelin Todd Perry                  | 4:6, 6:3, 7:5     |
| Finalista     | 3.  | 31 lipca 2005        | Los Angeles                | Twarda          | Andy Ram             | Rick Leach Brian MacPhie                  | 3:6, 4:6          |
| Finalista     | 4.  | 14 sierpnia 2005     | Montreal                   | Twarda          | Andy Ram             | Wayne Black Kevin Ullyett                 | 7:6(5), 3:6, 0:6  |
| Finalista     | 5.  | 2 października 2005  | Bangkok                    | Twarda (hala)   | Andy Ram             | Paul Hanley Leander Paes                  | 6:5(5), 1:6, 2:6  |
| Finalista     | 6.  | 16 października 2005 | Wiedeń                     | Twarda (hala)   | Andy Ram             | Mark Knowles Daniel Nestor                | 3:5, 4:5(2)       |
| Zwycięzca     | 7.  | 8 stycznia 2006      | Adelaide                   | Twarda          | Andy Ram             | Paul Hanley Kevin Ullyett                 | 7:6(4), 7:6(10)   |
| Finalista     | 7.  | 26 lutego 2006       | Rotterdam                  | Twarda (hala)   | Andy Ram             | Paul Hanley Kevin Ullyett                 | 6:7(4), 6:7(2)    |
| Finalista     | 8.  | 14 maja 2006         | Rzym                       | Ceglana         | Andy Ram             | Mark Knowles Daniel Nestor                | 4:6, 7:5, 11–13   |
| Zwycięzca     | 8.  | 25 czerwca 2006      | Nottingham                 | Trawiasta       | Andy Ram             | Igor Kunicyn Dmitrij Tursunow             | 6:3, 6:2          |
| Zwycięzca     | 9.  | 28 sierpnia 2006     | New Haven                  | Twarda          | Andy Ram             | Mariusz Fyrstenberg Marcin Matkowski      | 6:3, 6:3          |
| Zwycięzca     | 10. | 1 października 2006  | Bangkok                    | Twarda (hala)   | Andy Ram             | Andy Murray Jamie Murray                  | 6:2, 2:6, 10–4    |
| Finalista     | 9.  | 4 marca 2007         | Las Vegas                  | Twarda          | Andy Ram             | Bob Bryan Mike Bryan                      | 6:7(6), 2:6       |
| Finalista     | 10. | 18 marca 2007        | Indian Wells               | Twarda          | Andy Ram             | Martin Damm Leander Paes                  | 4:6, 4:6          |
| Finalista     | 11. | 5 sierpnia 2007      | Waszyngton                 | Twarda          | Andy Ram             | Bob Bryan Mike Bryan                      | 6:7(5), 6:3, 7–10 |
| Zwycięzca     | 11. | 19 sierpnia 2007     | Cincinnati                 | Twarda          | Andy Ram             | Bob Bryan Mike Bryan                      | 4:6, 6:3, 13–11   |
| Zwycięzca     | 12. | 26 stycznia 2008     | Australian Open, Melbourne | Twarda          | Andy Ram             | Arnaud Clément Michaël Llodra             | 7:5, 7:6(4)       |
| Zwycięzca     | 13. | 23 marca 2008        | Indian Wells               | Twarda          | Andy Ram             | Daniel Nestor Nenad Zimonjić              | 6:4, 6:4          |
| Finalista     | 12. | 3 sierpnia 2008      | Cincinnati                 | Twarda          | Andy Ram             | Bob Bryan Mike Bryan                      | 6:4, 6:7(2), 7–10 |
| Zwycięzca     | 14. | 13 czerwca 2010      | Londyn                     | Trawiasta       | Novak Đoković        | Karol Beck David Škoch                    | 6:7(6), 6:2, 10–3 |
| Finalista     | 13. | 3 października 2010  | Bangkok                    | Twarda (hala)   | Jürgen Melzer        | Christopher Kas Viktor Troicki            | 4:6, 4:6          |
| Zwycięzca     | 15. | 18 czerwca 2011      | Eastbourne                 | Trawiasta       | Andy Ram             | Grigor Dimitrow Andreas Seppi             | 6:3, 6:3          |
| Zwycięzca     | 16. | 27 sierpnia 2011     | Winston-Salem              | Twarda          | Andy Ram             | Christopher Kas Alexander Peya            | 7:6(2), 6:4       |
| Finalista     | 14. | 8 stycznia 2012      | Ćennaj                     | Twarda          | Andy Ram             | Leander Paes Janko Tipsarević             | 4:6, 4:6          |
| Zwycięzca     | 17. | 6 maja 2012          | Belgrad                    | Ceglana         | Andy Ram             | Martin Emmrich Andreas Siljeström         | 4:6, 6:2, 10–6    |
| Finalista     | 15. | 16 czerwca 2013      | Halle                      | Ceglana         | Daniele Bracciali    | Santiago González Scott Lipsky            | 2:6, 6:7(3)       |
| Finalista     | 16. | 13 lipca 2014        | Newport                    | Trawiasta       | Rajeev Ram           | Chris Guccione Lleyton Hewitt             | 5:7, 4:6          |
| Zwycięzca     | 18. | 4 października 2015  | Shenzhen                   | Twarda          | Colin Fleming        | Chris Guccione André Sá                   | 6:1, 6:7(3), 10–6 |
| Finalista     | 17. | 21 lutego 2016       | Marsylia                   | Twarda (hala)   | Colin Fleming        | Mate Pavić Michael Venus                  | 2:6, 3:6          |
| Finalista     | 18. | 13 sierpnia 2016     | Los Cabos                  | Twarda          | Ken Skupski          | Purav Raja Divij Sharan                   | 6:7(4), 6:7(3)    |
| Finalista     | 19. | 14 stycznia 2017     | Auckland                   | Twarda          | Scott Lipsky         | Marcin Matkowski Aisam-ul-Haq Qureshi     | 1:6, 6:2, 10–3    |
| Zwycięzca     | 19. | 1 października 2017  | Chengdu                    | Twarda          | Aisam-ul-Haq Qureshi | Marcus Daniell Marcelo Demoliner          | 6:3, 7:6(3)       |
| Zwycięzca     | 20. | 21 lipca 2018        | Newport                    | Trawiasta       | Artem Sitak          | Marcelo Arévalo Miguel Ángel Reyes-Varela | 6:1, 6:2          |
| Zwycięzca     | 21. | 29 czerwca 2019      | Antalya                    | Trawiasta       | Artem Sitak          | Ivan Dodig Filip Polášek                  | 6:3, 6:4          |
| Finalista     | 20. | 29 września 2019     | Chengdu                    | Twarda          | Fabrice Martin       | Nikola Ćaćić Dušan Lajović                | 6:7(9), 6:3, 3–10 |
| Finalista     | 21. | 9 lutego 2020        | Pune                       | Twarda          | Andrej Wasileuski    | André Göransson Christopher Rungkat       | 2:6, 6:2, 8–10    |
| Finalista     | 22. | 28 lutego 2021       | Montpellier                | Twarda (hala)   | Andrej Wasileuski    | Henri Kontinen Édouard Roger-Vasselin     | 2:6, 5:7          |
| Zwycięzca     | 22. | 28 maja 2021         | Belgrad                    | Ceglana         | Andrej Wasileuski    | André Göransson Rafael Matos              | 6:4, 6:1          |
| Finalista     | 23. | 26 września 2021     | Nur-Sułtan                 | Twarda (hala)   | Andrej Wasileuski    | Santiago González Andrés Molteni          | 1:6, 2:6          |